# Nomenklaturni prikaz
Nomenklaturni prikaz (Nomenclature notes), vrsta rada u znanstvenim i stručnim časopisima. Podliježe recenziji. Predstavlja kratki vodič kroz nomenklaturu (imenovanje) odnosno definicije naziva u svezi s nečim. Zbog novih naziva koji pokrivaju glavna teorijska i eksperimentalna saznanja do kojih se u međuvremenu došlo, dolazi se u potrebu revizije i proširenje nazivlja zbog čega su nomenklaturni prikazi potrebni.